# 正觉寺 (长治市)
36°06′58″N 113°00′41″E / 36.11611°N 113.01139°E
正觉寺位于中国山西省长治市上党区苏店镇看寺村，2001年被列为第五批全国重点文物保护单位。
正觉寺始建于唐，宋代重建。坐北朝南，南北长64米，东西宽32米，有二进院落。后殿为宋代原构，面阔五间，进深六椽，单檐歇山顶；东西配殿为元代遗物，均面阔三间，进深四椽，单檐悬山顶；过殿为明代所建，面阔五间，进深六椽，单檐悬山顶。